# Miikka Multaharju
Miikka Multaharju (Lappeenranta, 9 de outubro de 1977) é um futebolista finlandês.